# 贤真
賢眞（韓語：현진，2000年11月15日—）本名為金賢眞（：／ Kim Hyeon Jin），韓國女歌手，出生於韓國首爾特别市冠岳區，原為女子團體本月少女的成員之一，也是本月少女固定子團體本月少女 1/3的一員。2016年11月17日以單曲專輯《HyunJin》一曲先行個人出道，是本月少女成員中第二个被公開且以個人身份出道的成員。2018年8月19日同本月少女以《+ +》團體出道。後加入CTDENM旗下女子組合Loossemble，並於2024年11月29日解散。現時為TriangleENM旗下藝人。

## 演藝生涯

### 2016年
賢真的身份第一次被公開是在2016年10月28日，當日0時Block Berry Creative在其官方網站與社交媒體上公開了賢真的預告照片。
11月7日，Blockberry Creative公開了賢真單曲專輯中主题曲《来了又去》的MV預告片，又在次日公开了由賢真与姬振共同出演的收錄曲《I'll Be There》的MV，這两部MV的取景與拍攝都是在日本東京進行的。在此前公布的日程表中，賢真的出道單曲專輯《HyunJin》的發布時間是11月10日，但由於出版商原因被推遲一周，次日作為代替公開了《来了又走》的10分鐘電影版影像。
11月17日根據預定計劃公開了两部MV的完整版影像和單曲專輯《HyunJin》的音源，並同時開始專輯發售。

### 2017年
3月5日，Blockberry Creative在SBS人氣歌謠節目中的廣告影像公開了之前預告中本月少女子團“1/3”的成員，为賢真、姬振、夏瑟和ViVi。
3月12日，本月少女1/3在人氣歌謠舉行了出道舞台，表演了《Love & Live》和收錄曲《You and Me Together》。專輯《Love & Live》之音源同主打曲《Love & Live》的MV於次日被公開。
9月姬振與賢真和夏瑟参加了YG娱樂同JTBC聯合制作的綜藝節目《MIXNINE》，但最終賢真未能進入最後九人出道組。

### 2018年
8月19日隨組合本月少女攜迷你專輯+ +出道。

### 2023年
9月15日以組合Loossemble團體同名專輯《Loossemble》再次出道。

### 2024年
11月29日，與CTDENM的專屬合約終止。

### 2025年
6月12日創立Triangle ENM並成為其旗下首位藝人。

## 音樂作品

### 單曲專輯
| 單曲 | 專輯資料                                            | 曲目                              |
| ---- | --------------------------------------------------- | --------------------------------- |
| 1st  | 《HyunJin》 - 發行日期：2016年11月17日 - 語言：韓語 | 曲目 1. I'll Be There 2. 다녀가요 |

## 外部連結
- 贤真的Instagram帳戶
- 本月少女的官方网站 （页面存档备份，存于）